# Parakanã
Parakanã (Paracanã, Apiterewa, Parakanân), pleme iz šire skupine Tenetehara, porodice Tupi-Guarani, naseljeno uz rijeku Xingú u brazilskoj državi Pará kod gradova São Felix i Altamira. U vrijeme prvog kontakta bilo ih je oko 1.000, a bilo je to u vrijeme gradnje ceste Transamazônica (1971) i gradnjom brane Tucuruí. Zbog ovih projekata izgubili su svoja tradicionalna staništa i lovišta te su preseljeni na rezervate. 
Njihova suvremena populacija iznosi oko 900 i žive na dvije različite lokacije. Jedni na Terra Indígena (IT) Parakanã (oko 600, u bazenu rijeke Tocantins gdje skupina Parakanã Orientais ima tri sela (Paranatinga, Paranowa'ona i Ita'yngo'a) a Parakanã Ocidentais dva (Maroxewara i Inaxy'anga). Drugi dio živi na rezervatu TI Apyterewa u općinama Altamira i São Félix do Xingu, njih 314 (2003) u dva sela, Apyterewa i Xingu.